# Szervezetalakítás
A szervezetalakítás a szervezetek (többségében vállalatok), a környezetre kihívásokra adott válaszként végbemenő változását menedzselő koncepció.
A szervezeti változás végbemehet vezetés és tudatos menedzsment nélkül is, ezt azonban nem soroljuk a szervezetalakítás témakörébe.

## Szervezet definíciója
ezen szócikk alkalmazásában
- A szervezet egy olyan meghatározott céllal rendelkező szocio-technikai rendszer, mely egyének, eszközök, valamint azok kapcsolatait foglalja magába.[1]
- A gazdasági szervezet: A vállalat a vállalkozás szervezeti kerete. A vállalat alapvető célja fogyasztói érték teremtése nyereség elérése mellett.[2]
- Minden szervezet szocioökonómiai kontextusban, tehát társadalmi és gazdasági beágyazottságban működik.[3]

## A szervezet környezete
A szervezetekre több környezeti tényező is hathat:
- Piaci környezet: a fogyasztói igény-ek változása (pl.: eltérő kiszerelésű, vagy -típusú termékek), illetve a verseny kontextusának módosulása (eddig árverseny volt egy piacon, majd minőségverseny indult) sorolandó ide.
- Tudományos-technikai környezet: új tudományos eredmények gyakorisága, komplexitása, kiszámíthatósága (pl.: egyes vállalatok a filmtekercs fejlesztését végezték, más vállalatok áttértek a digitális kamera kifejlesztésére).
- Szervezetközi kapcsolatrendszer: a vállalatok kapcsolatban állnak a más vállalatokkal (pl.: stratégiai szövetség), illetve civilszervezetekkel, illetve kormányzati, szabályzó szervekkel. E szervezet változása, hatásának megváltozása szervezetalakításra ösztönzi a vállalatot (pl.: egy új környezeti szabvány bevezetésével lehet, hogy teljesen át kell alakítani a termelési rendszert).
- Kulturális környezet: Eltérő közösségek eltérő kultúrával rendelkeznek. Ezek alapján az eltérő kulturális környezetben működő vállalatoknak eltérően kell reagálni a kihívásokra (pl.: más szervezeti felépítés lehet hatékony egy közép-afrikai és egy európai országban).[1]

A környezeti tényezők vizsgálata nagyon fontos a szervezetalakításnál. (Bővebben lásd: Benchmarking)

## A változás
A fenti tényezők bármelyike változást válthat ki a szervezetekből. Több olyan menedzsment módszer bevezetése is megköveteli a szervezetalakítást, mely növelhetik a vállalat teljesítményét. Például:
- Rugalmas szervezeti struktúra: a környezetre adott válaszként a vállalatok új szervezeti struktúrában működhetnek, azonban az erre való áttérés jelentős változásokat követel meg a szervezeti kultúrától.
- Kontrolling rendszer: a vállalat irányítási és tervezési feladatainak újjáalakításához, a kontrolling rendszer bevezetéséhez komplett szervezetalakítási stratégia szükséges.
  - Balanced Scorecard
- Folyamatmenedzsment: a vállalat középpontjában nem a termékek vagy funkciók állnak, hanem folyamatok. Ez új szervezeti struktúrát, illetve irányítási rendszert vonhat maga után. Ennek bevezetéséhez nagy szükség van a szervezetalakításra.[4]
  - Folyamatköltség-számítás
  - Logisztika-i folyamatok optimalizálása
  - Belső szolgáltató központ megalkotása
- Vezetői információs rendszer: egy új informatikai rendszer bevezetése új kihívásokat követel meg a szervezettől, mind tudás, mind struktúra területén.[5]

## Kotter változásvezetési forgatókönyve
- A változás halaszthatatlanságának érzékeltetése (sürgősség érzés keltése).
- A változtatást irányít csapat létrehozása (teremtsünk erős koalíciót).
- A jövőkép jó kommunikálása.
- Az alkalmazottak felhatalmazása.
- Rövidtávú sikerek.
- Az új megoldások intézményesítése.